# Halo Wars
Halo Wars – gra komputerowa z gatunku strategicznych gier czasu rzeczywistego, której akcja rozgrywa się w fikcyjnym świecie z gier Halo. Grę stworzyło Ensemble Studios wyłącznie na konsolę Xbox 360, a jej premiera odbyła się 26 lutego 2009 roku. W 2016 roku ukazała się jej kontynuacja, Halo Wars 2.

## Fabuła
Halo Wars umiejscowione jest w roku 2531, czyli przed wydarzeniami z gry Halo: Combat Evolved, która to została umiejscowiona w roku 2552. Historia zaczyna się od momentu, gdy pod komendą kapitana Cuttera i statku Spirit of Fire, UNSC odkrywa tajemniczy artefakt Prekursorów, w wyniku czego dochodzi do pierwszych starć z Covenantami i upadku planety Harvest. Prequelem do gry Halo Wars jest książka Contact Harvest. 

## Rozgrywka
Halo Wars jest strategią czasu rzeczywistego, która wykorzystuje pojazdy i jednostki znane z Uniwersum Halo. Dodano także kilka nowych jednostek. Gra stawia większy nacisk na walkę, niż na ekonomię, dlatego gracz ma do czynienia tylko z jednym rodzajem złóż do zebrania. Jednakże kilka misji w kampanii może kłaść nacisk na zbieranie surowców. 
Dostępna jest również możliwość grania Covenantami.

## Wydanie
Halo Wars zostało po raz pierwszy pokazane podczas X06 27 września 2006 roku. Pierwszy pokaz gry odbył się podczas E3 w 2007 roku. Podobnie w 2008 roku Ensemble podczas E3 zaprezentowało grę, a także nowy zwiastun.